# Medojevići (Ilijaš, BiH)
Medojevići je naziv za selo u općini Ilijaš u Bosni i Hercegovini. 